# Lasiodora benedeni
Lasiodora benedeni är en spindelart som beskrevs av Philipp Bertkau 1880. 
Lasiodora benedeni ingår i släktet Lasiodora och familjen fågelspindlar. Inga underarter finns listade i Catalogue of Life.